# Povijest Dalmacije
Povijest Dalmacije obuhvaća povijest Dalmacije, jednog od najstarijih hrvatskih regionalnih pojmova.

## Stari vijek
Ime Dalmacija spominje se prvi put na epigrafskim spomenicima i u djelima rimskih pisaca u vrijeme rimskih osvajanja istočne obale Jadrana na prijelazu iz 1. st. pr. Kr. u 1. st. Rimljani su Dalmacijom nazvali provinciju, dio Ilirika, koja se protezala uz istočnu obalu Jadranskog mora od rijeke Raše na sjeverozapadu do rijeke Drine na istoku i Budve na jugoistoku. U zaleđu je provincija obuhvaćala veći dio Gorske Hrvatske te današnje Bosne i Hercegovine. Stotinjak kilometara južnije od Save protezala se granica s provincijom Panonijom. Na tom su području živjeli narodi ilirskoga kulturnog kruga: Liburni, Japodi, Dalmati, Daorsi, Ardijejci, Plereji, Mezeji, Desitijati, a dijelom Autarijati i Enheleji. Nije neobično da je cijeli prostor nazvan po Dalmatima, jer su oni Rimljanima pružali najodlučniji otpor do konačne »pacifikacije« 9. god. po Kr. Na njihovom je tlu podignuta i Salona, dalmatinska metropola i jedan od najvećih gradova Rimskog Carstva. Ovako definiran zemljopisni pojam Dalmacije u starom vijeku egzistirao je do 7. st. Kada je 395. god. car Teodozije I. Veliki podijelio Rimsko Carstvo na zapadni i istočni dio Dalmacija je ostala u okvirima zapadne polovice Carstva, što će kasnije imati brojne implikacije. Stanovitu je posebnost unutar Dalmacije imala Liburnija sa središtem u Zadru, a to se ime spominje još i u vrijeme hrvatskih narodnih vladara početkom 9. stoljeća.

## Srednji vijek
Dolaskom germanskih i slavenskih etničkih valova na tlo Dalmacije započinje njeno teritoijalno pulsiranje. Rimska se vlast povlači u jače utvrđene gradove uz jadransku obalu i na većim otocima. U vrijeme dolaska Hrvata Dalmaciju de facto čine tek neki veći gradovi (s uskim prstenom poljoprivrednih površina neposredno uz gradske zidine) na istočnojadranskoj obali i otocima koji priznaju vlast bizantskog cara: Krk, Osor, Rab, Zadar, Trogir i Kotor. Uskoro se navedenim gradovima pridružuju Split i Dubrovnik (baštineći urbanu tradiciju Salone i Epidauruma). Bizant je navedene gradove ustrojio u temu, vojno-upravnu jedinicu sa središtem u Zadru. Od tada je Zadar glavni grad Dalmacije, a to će ostati sve do 1918., kada ga je na temelju tajnoga londonskog ugovora okupirala Italija).
Bizantski su gradovi postali žarišta romanske kulture, latinskog jezika i kršćanske vjere u slavenskom (hrvatskom) okružju. Uskoro je sa zaleđem oživjela diplomatska, gospodarska i kulturna suradnja. Dobrim dijelom se kršćanstvo širilo u dubinu hrvatskoga teritorija upravo iz dalmatinskih gradova, bez obzira na mijene crkvene velevlasti (Rima i Carigrada). U državnim kancelarijama Bizanta, drugih europskih država, ali i rimske kurije de iure zadržano je starovjekovno poimanje teritorijalnog obuhvata Dalmacije, s kojim se podudara i crkveno-teritorijalni ustroj splitske metropolije potvrđen (ili utvrđen) splitskim crkvenim saborima 925. i 928.
U vrijeme vladavine kralja Tomislava (poč. 10. st. – 928.) po prvi put su u osobi vladara objedinjene bizantski gradovi na obali s ostalim dijelom Hrvatske, a čvršća veza između Hrvatske i bizantskih dalmatinskih gradova u punom smislu zaživjela je tek za vrijeme kralja Petra Krešimira IV. (1058. – 1074.), kralja Hrvata i Dalmatinaca. Dalmatinski su gradovi tijekom srednjeg vijeka postupno pohrvaćivani (pa tako, primjerice, kralj Petar Krešimir IV. za Čiku, istaknutu pripadnicu zadarskoga patricijata, može kazati kako je ona »…mea soror«). U vrijeme Petra Krešimira IV. očituje se usmjerenost Hrvatskog kraljevstva prema moru tako što se potiče i razvoj novih hrvatskih gradova na obali, u prvom redu Biograda i Šibenika koji se prvi put spominje upravo 1066. za njegovog vladanja.  
Koristeći slabljenje Hrvatske krajem 11. st. Mletačka Republika je nastojala preuzeti političku kontrolu nad istočnom obalom Jadrana. Godine 1000. Mletačka Republika bez većeg otpora osvaja dalmatinske gradove i otoke i od tada, uz kraće prekide, postaje vodeća velevlast u Dalmaciji (i na Jadranu) do 1797. god. U tom razdoblju su pojmovi Dalmacija i Hrvatska bili istoznačnicama, što se da vidjeti iz povijesnih dokumenata, gdje su se mletački duždevi oslovljavali i duždevima "Venetiae altque Dalmatiae sive Croatiae". Nešto poslije su mletački duždevi, nakon što se imali teritorijalne gubitke na hrvatskoj strani, izbacili naziv vladara Hrvatske iz svog vladarskog naziva (v. Zadarski mir).
Iz čvrstog zagrljaja Mletaka s pomoću vještih diplomatskih manevara uspješno se istrgnuo Dubrovnik. Najdulje razdoblje nesmetane vladavine ugarsko-hrvatskih kraljeva nad Dalmacijom, odnosno nad dalmatinskim gradovima s pripadajućim teritorijima na otocima i u kopnenom zaleđu bilo je od 1358. (nakon Zadarskog mira) do 1409. To je doba procvata dalmatinskih komuna, posebno Zadra, Šibenika, Trogira, Splita i Dubrovnika, kada ti gradovi postaju jezgre dinamične strukture cijele regije. 

## Novi vijek
Dinastički sukobi u Ugarsko-Hrvatskom Kraljevstvu značajno su slabili središnju kraljevsku vlast što se očitovalo snažnim centripetalnim težnjama rubnih pokrajina. S tim se prilikama ponajviše okoristila Mletačka Republika, koja je s pomoću diplomatskih, Ladislav Napuljski 1409. godine prodaje prava na Dalmaciju za 100.000 dukata, i vojnih pothvata postupno ovladala najvećim dijelom Dalmacije, primorskim gradovima i otocima, s izuzetkom Dubrovačke Republike. Mletački posjed u Dalmaciji bitno je smanjen osvajanjima osmanlijskih Turaka krajem 15. i tijekom 16. st. Dalmaciju sredinom 16. st. ponovno čine samo primorski gradovi i otoci od Zadra do Kotora i Budve). Kartografski izvori 17. st., slijedeći državno-pravna shvaćanja toga doba, prostor Zagore i zapadni dio Hercegovine nazivaju Turskom Dalmacijom (slično se prostor sjeverozapadne Bosne naziva Turskom Hrvatskom). 
Mletačka osvajanja krajem 17. st. poput kvasca pridonijela su povećanju prostornog obuhvata Dalmacije. U ratu od 1688. do 1699. osvojeni su Knin, Sinj, Vrlika, Vrgorac, Metković i Herceg Novi, pa se granica mletačkih i turskih posjeda pomiče na Liniju Grimani (aquisto nuovo). U ratu od 1715. do 1718. Mletačka Republika je proširila posjed u Dalmaciji osvajanjem Imotske krajine i manjih područja u Boki kotorskoj (aquisto nuovissimo). U novonastalim okolnostima Dubrovačka je Republika, da ne bi izravno graničila s Mletačkom Republikom, ustupila Osmanlijskom Carstvu izlaz na more kraj poluotoka Kleka (Neum) i u području rječice Sutorine u Boki. Taj će politički potez kasnije imati uglavnom negativne posljedice jer je narušen kontinuitet hrvatskoga povijesnog teritorija.
Granice Dalmacije utvrđene Linijom Mocenigo 1718. (s područjem Dubrovačke Republike) do 1918. su ostale nepromijenjene. Mletačka osvajanja rezultirala su objedinjavanjem socio-zemljopisno razlitičog prostora. U vrijeme osmanlijske uprave izmijenjena je etnička struktura stanovništva, koja je potencirala postojeće razlike. To se dobro može pratiti i na temelju povlačenja čakavskog narječja unutar gradskih zidina primorskih gradova i na otoke, dok se u prostoru Ravnih kotara, Bukovice i Zagore širi štokavsko narječje. U Zagoru što doseljavanjem, što izgnavanjem, a što bijegom, doseljava se štokavsko hrvatsko stanovništvo iz Turske Hrvatske, Bosne, Hercegovine i Završja te katoličko i pravoslavno vlaško stanovništvo. Osim jezičnih i vjerskih razlika, do izražaja dolaze i socio-kulturološke razlike. Jasno se diferenciraju dva kulturna sloja: otočni i primorski prostor sredozemne uljudbe te zaleđe s naglašenim elementima dinarske patrijarhalne kulture. 
Zadnja dva desetljeća mletačke vlasti bila je krajnje ekonomski zaostao kraj, a umjetnička tradicija prekinuta je baš u ovim zadnjim dvama desetljećima.
Dioba na Bodule, Primorce i Vlaje samo je šaljiv ili/i primitivni odraz navedenih razlika (kod Splita kao posebnu vrstu ljudi valja spomenuti Poljičane). Bogatstvo različitosti pojedinih dijelova Dalmacije danas čini dragocjeno kulturno blago hrvatskoga nacionalnog bića.

## Kraljevina Dalmacija
Dalmacija je u političkom smislu konačno ujedinjena u vrijeme Napoleonskih ratova. God. 1806. francuska je vojska umarširala u Dubrovnik, a 1808. Republika Sv. Vlaha je ukinuta, a njen teritorij pripojen Dalmaciji. Nakon pada Napoleona, odredbama Bečkog kongresa 1814. i 1815. god. Dalmacija je pripojena Austrijskoj Carevini. Kako bi što više integrirala dalmatinski prostor od otoka Paga do Budve (a od 1878. do rijeke Željeznice nadomak Bara) bečki je dvor ustrojio zasebnu krunsku cjelinu Kraljevinu Dalmaciju te jedinstvenu zadarsku crkvenu pokrajinu (metropoliju), kojoj su podređene sve dalmatinske biskupije uključujući Split i Dubrovnik, drevna nadbiskupska središta. 
Pod dojmom Ilirskih pokrajina Napoleonovog Talijanskog Kraljevstva u kojima je kao službeni jezik u upotrebi bio francuski, talijanski i slovinski[nedostaje izvor][Mletački proglasi su rabili tri naziva za hrvatski: hrvatski, ilirski i slovinski.] i u hrvatskom banatu se nacionalna svijest razvija pod ilirskim imenom posebno od 60-ih godina 19. st. 
Prva polovica 19. stoljeća u Dalmaciji se odvijala u začaranom krugu provincijalizma i osrednjosti. Loša desetljeća pred pad Mletačke Republike koja su se u umjetnosti odrazila u retardaciji i opadanju, nastavila su se i pod novim vladarom. Vladalo je opće siromaštvo, nisu postojale škole, a k tome je politički i zemljopisno bila odsječena od Hrvatske. Bila je jedna »poluzaboravljena zemlja na periferiji jedne krute i konzervativne monarhije, usred još jednoga složenog i tegobnog razdoblja njegova trajanja« kako je to napisala novinarka Nela Žižić u predgovoru izložbe Splitski slikari amateri 19. stoljeća (2004).
U Dalmaciji "revolucionarne 1848.", javlja se podjela na "markiliniste" (obnova Republike Sv. Marka – Venecije) i "monarhiste", pristaše habsburške monarhije, a po uvođenju parlamentarizma u dalmatinstvo se pod vanjskim utjecajima uvlači talijanaštvo i kao reakcija slavenstvo što sve rezultira razumnim autonomaštvom. Favoriziranje talijanaštva koje podržava dvor, kako bi se onemogućila slavenska većina u carevinskom vijeću, dovodi do nacionalne integracije većinskoga hrvatskog stanovništva, koja nadilazi lokalne razlike i posebnosti. Pod utjecajem Hrvatsko-vugarske stranke prava i njenog dogovora s mađarskim liberalima da će im kao politički adut u osvajanju vlasti (u Mađarskoj) isporučiti Dalmaciju, a oni (mađarski liberali) kad osvoje vlast ublažiti mađarski teror u hrvatskom Banatu, agitira se za ujedinjenjem s ostalim hrvatskim zemljama bez obzira na to što bi to bio ne samo gubitak hrvatskoga jezika u školama i javnim ustanovama, nego zamjena austrijskog parlamentarizma rigidnim mađarskim feudalizmom. Pojačano se razvija autonomaštvo, predvođeno uglavnom manjinskim, ali gospodarski jakim pro-talijanskim stanovništvom. U kninskom kraju i Boki kotorskoj, zbog agitiranja svećenika srpske pravoslavne crkve, sve više jača srpski. U Boki kotorskoj manjim dijelom se javlja i crnogorski) nacionalni element. Dalmatinski sabor (pokrajinski parlament) te carsko i kraljevsko namjesništvo (vlada) u Zadru dugo su bile u rukama autonomaša nasuprot narodnjacima i pravašima (Mihovil Pavlinović, Miho Klaić, Šime Ljubić, Juraj Biankini). Velika pobjeda hrvatske Dalmacije izvojevana su:
- 25. srpnja 1870., kada se zapisnike Dalmatinskog Sabora počelo pisati hrvatskim jezikom nakon saborske odluke od tog dana
- 21. srpnja 1883., kada je prihvaćen prijedlog na sjednici Dalm. sabora, kojim je hrvatski jezik postao službenim jezikom u Dalmatinskom saboru i Zemaljskom (pokrajinskom) odboru te kada je Odlučeno i da se sa strankama mora obraćati hrvatskim jezikom i da u državnu službu nitko ne može biti primljen ako ne poznaje hrvatski (iako su potonje dvije odredbe često kršene poslije)
- 26. travnja 1909. -jezična naredba kojom se hrvatski jezik u potpunosti uvelo kao službeni jezik u Dalmaciji; primjena odluke je počela tek od 1. siječnja 1912.

## Poslije Prvog svjetskog rata
God. 1918., nakon pada Austro-Ugarske Monarhije, nastupaju krupne promjene. Od 1918. Dalmacija postaje zasebna pokrajina u sastavu novoosnovanog Kraljevstva SHS, sa Splitom kao upravnim središtem. Italija je okupirala Zadar, Šibenik, Lastovo i Palagružu, a talijanska okupacija Zadra, Lastova i Palagruže potvrđena je Rapallskim ugovorom 1920. Dalmaciji je vojno-političkim potezom "odsječena glava". Kraljevska vlada u Beogradu nastavila je parceliranje Dalmacije, očito s ciljem diseciranja hrvatskoga nacionalnog teritorija. Uredbom o podjeli zemlje (Kraljevine SHS) na oblasti 1922., Dalmacija je podijeljena na Splitsku i Dubrovačku oblast, a prostor Boke kotorske je izdvojen iz Dalmacije, kojoj je stoljećima pripadao, i pripojen Zetskoj oblasti, te od tada Dalmacija kao jedinstveni političko-povijesni pojam više ne postoji. God. 1929. najveći je dio Dubrovačke oblasti pripojen Zetskoj banovini, a ostatak Dalmacije je činio Primorsku banovinu sa središtem u Splitu. Korčula je 1931. izuzeta iz Zetske i pripojena Primorskoj banovini, a 1939. Primorska banovina i dubrovački kraj ulaze u sastav Banovine Hrvatske. Nakon previranja u Drugom svjetskom ratu cijeli je prostor povijesne Dalmacije, definirane nakon mletačko-turskih sukoba i ukinuća Dubrovačke Republike, ušao u sastav Hrvatske i Jugoslavije. Boka kotorska ostala je izvan granica Hrvatske i pripojena je Crnoj Gori.

## Poslije Drugog svjetskog rata
Brojne promjene upravno-teritorijalnog ustroja Hrvatske od 1945. do 1990. nisu više obnavljale jedinstvenu Dalmaciju, iako je takva tendencija bila prisutna osnivanjem velikoga Kotara Split te konceptima regionalizacije koji su redom u prostoru Dalmacije forsirali splitsku makroregiju. Kratkotrajna Zajednica općina Dalmacije postojala je od 1987. do 1990. Suvremena županijska podjela Republike Hrvatske dezintegrirala je prostor Južne Hrvatske na četiri županije, od kojih, bez svrhovitog i smislenog razloga, samo jedna nosi dalmatinsko ime (Splitsko-dalmatinska županija; analogno je s Požeško-slavonskom županijom). Suvremeni regionalni razvoj Južne Hrvatske ukazuje na zaključak kako Dalmacije zapravo više nema! Izvan je funkcionalnog utjecaja Splita, najvećeg gradskog središta u prostoru Dalmacije, osobito grad Zadar, koji gravitacijskim silnicama integrira zemljopisni profil otoci – Ravni kotari i Bukovica – Velebit – južna Lika. Centripetalni su učinci u odnosu na Split izraženi i u prostoru Dubrovnika (osim Donjoneretvanskog kraja).
U svakom slučaju, Dalmacija je povijesno-zemljopisno činila dinamičnu odrednicu južnog dijela hrvatskoga nacionalnog prostora. Suvremena Hrvatska baštineći starovjekovnu, srednjovjekovnu i novovjekovnu Dalmaciju čini dio sredozemne europske uljudbe. U kulturnom i povijesnom smislu Dalmacija je kao pojam i zemljopisno ime neosporna i nezamjenjiva, ali s gospodarskoga i političkog aspekta ona sve manje funkcionira kao jedna cjelina.
| Povijesna pripadnost Dalmacije |
| --- |
| - Liburni i Delmati (9. stoljeće pr. Kr. do 32 pr. Kr.) - Rimska Republika – Provincija Dalmacija (32 pr. Kr. do 26 pr. Kr.) - Rimsko Carstvo – Provincija Dalmacija (59. pr. Kr. do 26 pr. Kr.) - Marcelinova i Nepotova "Vojna" Dalmacija (454. do 482.) - Ostrogotsko Kraljevstvo (481. do 535.) - Bizant (Rimsko Carstvo) – Dalmatinski gradovi (535. do 1069.) - Primorska Hrvatska (kneževina) (8. stoljeće do 925.) - Franačko Carstvo (800. do 812.) - Tema Dalmacija (870. do 1069.) - Mletačka Republika (1000. do 1069.) - Kraljevstvo Hrvatske i Dalmacije (1060. do 1102.) - Mletačka Republika – Dalmatinski gradovi) (1102. do 1105.) - Kraljevina Ugarska – Kraljevstvo Hrvatske i Dalmacije (1105. do 1202.) - Mletačka Republika – Mletačka Dalmacija (1202. do 1358.) - Kraljevina Ugarska – Kraljevstvo Hrvatske i Dalmacije (1358. do 1409.) - Dubrovačka Republika (1358. do 1808.) - Napuljsko Kraljevstvo (1403. do 1409.) - Mletačka Republika – Mletačka Dalmacija (1409. do 1797.) - Mletačka Albanija (Boka) (1420. do 1797.) - Poljička Republika (1440. do 1807.) - Habsburška Monarhija – Kraljevina Dalmacija (1797. do 1806.) - Prvo Francusko Carstvo – Provincija Dalmacija (1806. do 1814.) - Austrijsko Carstvo – Kraljevina Dalmacija (1814. do 1867.) - Austro-Ugarska Monarhija – Kraljevina Dalmacija (1867. do 1918.) - Država SHS – Pokrajina Dalmacija (1918.) - Kraljevina Italija – Zadarska provincija ((1918.) 1920. do 1941.) - Kraljevina Jugoslavija – Pokrajina Dalmacija (do 1924.) (1918. do 1941.) - Primorska banovina (Boka izdvojena) (1929. do 1939.) - Banovina Hrvatska (1939. do 1941.) - Kraljevina Italija – Guvernatorat Dalmacija (1941. do 1943.) - Njemačka okupacija (OZAK) (1943. do 1944.) - Talijanska Socijalna Republika – Zadarska provincija - Nezavisna Država Hrvatska - S.F.R. Jugoslavija – S.R. Hrvatska (1944. do 1991.) - Oblast (Kotar od 1955.) Dalmacija (1944. do 1967.) - Z.O. Dalmacija (1974. do 1991.) - Republika Hrvatska ( povijesna regija) (1991. do danas) |

## Poveznice
- Rimska provincija Dalmacija
- Dalmatinski gradovi-države
- Primorska (Dalmatinska) Hrvatska
- Tema Dalmacija (Bizant)
- Hrvatsko Kraljevstvo
- Hrvatske zemlje pod mletačkom vlašću
- Mletačka Dalmacija
- Kraljevina Dalmacija
- Dalmatinski sabor
- Povijest Hrvatske
- Trojedna Kraljevina

## Vanjske poveznice
- Gimnazija s hrvatskim nastavnim jezikom Gimnazija "Vladimir Nazor" u Zadru, sadrži dosta podataka o preporodnom razdoblju u Dalmaciji
- (tal.)Cartoline storiche della Dalmazia